# Никтеролетер
Никтеролетер (лат. Nycteroleter, от др.-греч. νυκτερο- +ὀλετήρ — ночной губитель) — примитивная рептилия или рептилиеморф (парарептилия) позднепермской эпохи. Родственники токозаврид и, возможно, парейазавров. Описан И. А. Ефремовым в 1938 году из среднепермских отложений реки Мезень. Систематическое положение неясно, Ефремов считал это животное рептилией — «котилозавром».

## Описание
Мелкое ящерицеобразное животное длиной около 35 см, длина черепа — около 3,5 см. Огромные глазницы, глубокая ушная вырезка (вероятно, содержавшая настоящую барабанную перепонку). Крупное поперечно вытянутое отверстие теменного глаза. Не исключено, что никтеролетер имел амфибийную физиологию и проницаемую железистую кожу. Возможно наличие специальных желез, смачивавших барабанную перепонку на суше.
Питался мелкими беспозвоночными и, возможно, водной растительностью (водорослями). Никтеролетеры обитали на побережьях водоёмов в зоне каламитовых зарослей. Характеризуют очёрский и мезенский субкомплексы «средней» перми Приуралья. Описаны 4 вида никтеролетеров, типовой вид — Nycteroleter ineptus.

## Родственные связи
В семействе никтеролетерид (Nycteroleteridae) всего два рода. Близкий родич никтеролетера — эмеролетер (Emeroleter levis Ivachnenko, 1997) — найден в более поздних отложениях котельничского комплекса. Это некрупное животное длиной 30 см. Близкими родичами никтеролетерид являются токозавриды.